# Oakley (Michigan)
Oakley è un villaggio degli Stati Uniti d'America, situato nello Stato del Michigan, nella contea di Saginaw.